# Landes-sur-Ajon

Landes-sur-Ajon este o comună în departamentul Calvados, Franța. În 1 ianuarie 2022 avea o populație de 459 de locuitori.